# Championnats d'Europe de gymnastique acrobatique 2011
Navigation
Édition précédente Édition suivante
Les championnats d'Europe de gymnastique acrobatique 2011, vingt-cinquième édition des championnats d'Europe de gymnastique acrobatique, ont eu lieu en 2011 à Varna, en Bulgarie.

## Podiums
| Épreuves                      | Or                                                                          | Argent                                                                       | Bronze                                                                       |
| ----------------------------- | --------------------------------------------------------------------------- | ---------------------------------------------------------------------------- | ---------------------------------------------------------------------------- |
| Duo masculin                  |                                                                             |                                                                              |                                                                              |
| Général résultats détaillés   | Russie Alexey Dudchenko Konstantin Pilipchuk                                | Royaume-Uni Adam McAssey Edward Upcott                                       | Biélorussie Yauheni Kalachou Ruslan Fedchanka                                |
| Statique résultats détaillés  | Royaume-Uni Adam McAssey Edward Upcott                                      | Russie Alexey Dudchenko Konstantin Pilipchuk                                 | Biélorussie Yauheni Kalachou Ruslan Fedchanka                                |
| Dynamique résultats détaillés | Royaume-Uni Adam McAssey Edward Upcott                                      | Biélorussie Yauheni Kalachou Ruslan Fedchanka                                | Ukraine Dmytro Tarasenko Yaroslav Pulin                                      |
| Duo féminin                   |                                                                             |                                                                              |                                                                              |
| Général résultats détaillés   | Royaume-Uni Alanna Baker Poppy Spalding                                     | Russie Valentina Kim Elizaveta Dubrovina                                     | Ukraine Kateryna Sytnikova Anastasiya Melnychenko                            |
| Statique résultats détaillés  | Ukraine Kateryna Sytnikova Anastasiya Melnychenko                           | Biélorussie Yana Yanusik Sviatlana Mikhnevich                                | Royaume-Uni Alanna Baker Poppy Spalding                                      |
| Dynamique résultats détaillés | Russie Valentina Kim Elizaveta Dubrovina                                    | Biélorussie Yana Yanusik Sviatlana Mikhnevich                                | Ukraine Kateryna Sytnikova Anastasiya Melnychenko                            |
| Duo mixte                     |                                                                             |                                                                              |                                                                              |
| Général résultats détaillés   | Portugal Sofia Rolão Gonçalo Roque                                          | Russie Tatiana Okulova Revaz Gurgenidze                                      | Bulgarie Mirela Ivanova Zlatin Kirov                                         |
| Statique résultats détaillés  | Ukraine Inna Batuyeva Denys Iasynskyi                                       | Russie Tatiana Okulova Revaz Gurgenidze                                      | Portugal Sofia Rolão Gonçalo Roque                                           |
| Dynamique résultats détaillés | Russie Tatiana Okulova Revaz Gurgenidze                                     | Ukraine Inna Batuyeva Denys Iasynskyi                                        | Bulgarie Mirela Ivanova Zlatin Kirov                                         |
| Quatuor masculin              |                                                                             |                                                                              |                                                                              |
| Général résultats détaillés   | Royaume-Uni Jesse Heskett Richard Hurst Dorian Walker Matthew Evison        | Russie Valentin Chetverkin Nikolay Suprunov Anton Danchenko Dmitry Bryzgalov | Pologne Tomasz Antonowicz Marcin Słupecki Szymon Rudyk Marcin Rudziak        |
| Statique résultats détaillés  | Royaume-Uni Jesse Heskett Richard Hurst Dorian Walker Matthew Evison        | Russie Valentin Chetverkin Nikolay Suprunov Anton Danchenko Dmitry Bryzgalov | Bulgarie Plamen Kostadinov Deyvis Dagalov Stiliyan Slavchev Venelin Parvanov |
| Dynamique résultats détaillés | Biélorussie Kiryl Shatau Eduard Vauchetski Kiryl Zhdanovich Artsiom Khvalko | Russie Valentin Chetverkin Nikolay Suprunov Anton Danchenko Dmitry Bryzgalov | Ukraine Andriy Kozynko Oleksiy Lesik Oleksandr Nelep Viktor Iaremchuk        |
| Trio féminin                  |                                                                             |                                                                              |                                                                              |
| Général résultats détaillés   | Russie Ekaterina Loginova Aigul Shaikhutdinova Ekaterina Stroynova          | Belgique Sanne Van Overberghe Lara Schollier Camille Van Betsbrugge          | Biélorussie Yulia Khrypach Hanna Kobyzeva Yulia Kovalenko                    |
| Statique résultats détaillés  | Russie Ekaterina Loginova Aigul Shaikhutdinova Ekaterina Stroynova          | Biélorussie Yulia Khrypach Hanna Kobyzeva Yulia Kovalenko                    | Ukraine Nataliya Vinnik Kateryna Kalyta Yuliya Odintsova                     |
| Dynamique résultats détaillés | Russie Ekaterina Loginova Aigul Shaikhutdinova Ekaterina Stroynova          | Belgique Sanne Van Overberghe Lara Schollier Camille Van Betsbrugge          | Royaume-Uni Liliana Walduck Casey Morrison Amber Campbell-White              |

## Tableau des médailles
| Rang  | Nation      | Or | Argent | Bronze | Total |
| ----- | ----------- | -- | ------ | ------ | ----- |
| 1     | Russie      | 6  | 7      | 0      | 13    |
| 2     | Royaume-Uni | 5  | 1      | 2      | 8     |
| 3     | Ukraine     | 2  | 1      | 5      | 8     |
| 4     | Biélorussie | 1  | 4      | 3      | 8     |
| 5     | Portugal    | 1  | 0      | 1      | 2     |
| 6     | Belgique    | 0  | 2      | 0      | 2     |
| 7     | Bulgarie    | 0  | 0      | 3      | 3     |
| 8     | Belgique    | 0  | 0      | 1      | 1     |
| Total | Total       | 15 | 15     | 15     | 45    |